# YouTube
YouTube je priljubljena spletna stran za izmenjavo videoposnetkov, kjer jih uporabniki lahko pregledujejo, komentirajo in ocenjujejo. Za komentiranje in ocenjevanje videoposnetkov je potrebna registracija, za pregledovanje pa ne. Izjema so posnetki, ki niso primerni za osebe, mlajše od 18 let. Uporabniki lahko nalagajo lastne posnetke ali tiste posnetke, za katere imajo dovoljenje avtorja, prepovedano pa je nalaganje posnetkov, ki vsebujejo pornografske vsebine, nasilje, kriminalna dejanja, psovke … YouTube si pridržuje pravico za brisanje, uporabo in spremembo naloženih vsebin.

## Nastanek strani YouTube
Ustanovitelji spletne strani Youtube so Chad Hurley, Steve Chen, Jawed Karim. Pred tem so bili zaposleni v podjetju PayPal. Domena „YouTube.com“ je bila aktivirana 15. Februarja 2005 in je bila naslednjih nekaj mesecev v stanju razvijanja. V maju leta 2005 je bila stran postavljena na ogled javnosti, šest mesecev kasneje pa je pričela z delovanjem. YouTube je bil začet z zasebnimi sredstvi, novembra leta 2005 je podjetje Sequoia Capital vložilo 3,5 milijona in v aprilu 2006 še 8 milijonov dolarjev. 9. Oktobra 2006 je bilo oznanjeno da bo podjetje prevzel Google za 1,65 milijarde dolarjev v delnicah. Dogovor je bil zaključen 13. novembra. Dogovor vključuje, da Youtube obdrži svojih 67 zaposlenih in da deluje neodvisno od Googla.
Po statističnih podatkih iz junija leta 2006, je YouTube dnevno pregledovalo 100 milijonov ljudi, v 24 urah pa je bilo naloženih
65 000 novih video posnetkov. Po podatkih raziskave podjetja Nielsen/NetRatings stran obišče skoraj 20 milijonov uporabnikov, od tega 44 % žensk in 56 % moških, v starostih od 12 do 17 let.

## Kaj je Youtube
YouTube je kot brezplačni medij za objavo videoposnetkov postal sredstvo za promocijo neznanih filmskih in glasbenih avtorjev, kateri so po tej poti prišli na druge javne medije kot so radio in televizija. V maju leta 2007 je podjetje ponudilo avtorjem ki imajo največ ogledov, da postanejo njihovi partnerji in na ta način dobijo del zaslužka katerega dobijo z oglaševanjem na strani YouTube.
Moč strani Youtube so prepoznali tudi politiki. Kandidati za ameriške predsedniške volitve 2008 so uporabljali YouTube kot medij za predsedniško kampanjo, uporabljala sta jo predvsem Barack Obama in Hillary Clinton. Volivci so si lahko ogledali videoposnetke na katerih predsedniški kandidati izrazijo svoje cilje. Ameriški mediji pravijo, da je YouTube odigral pomembno vlogo za poraz republikanskega senatorja Georga Allena, zaradi posnetka v katerem senator prikazuje rasistični odnos.

## Pravna vprašanja
Čeprav YouTube ne dovoljuje objavljanje vsebin, zaščitenih z zakoni o avtorskih pravicah v Združenih državah Amerike, se take objave neprestano pojavljajo. Sem spadajo televizijske oddaje, reklame, glasbeni spoti, posnetki koncertov,… Če jih lastnik avtorskih pravic ne prijavi, je edini način, da najdejo takšne vsebine s ključnimi besedami in oznakami (tags), ki so postavljeni poleg posnetka. 
Zaradi kršenja avtorskih pravic je proti strani YouTube vloženih veliko pritožb, in sproženih več pravnih postopkov. Na primer Japonsko društvo za zaščito avtorskih pravic (JASRAC) je zahtevalo da YouTube odstrani na tisoče posnetkov popularnih japonskih glasbenikov. V februarju leta 2006 je televizijska hiša NBC zahtevala odstranitev avtorsko zaščitenih vsebin, medtem pa je YouTube vse bolj pridobival na ugledu, julija istega leta se je NBC odločil za nenavaden korak in ponudil strani sodelovanje. Od takrat na YouTube obstaja uradni NBC-jev kanal na katerem lahko gledamo posnetke iz njihove produkcije.
V avgustu 2006 je YouTube napovedal, da namerava tekom 18 mesecev ponuditi na svoji spletni strani vse glasbene spote, ki so bili kdaj narejeni. Warner Music Group in EMI se udeležita projekta in v septembru podpišeta pogodbo z YouTubom, v oktobru pa pogodbe podpišejo še CBS, Universal Music Group in Sony BMG Music Entertainment. V skladu s pogodbo, YouTube, družba odstopil pravico do predvajanja glasbe, video posnetkov iz njihove proizvodnje za določen del prihodkov od oglaševanja s strani YouTube.

## Tehnični podatki
Video posnetki se predvajajo s 25 sličic na sekundo pri ločljivosti 320x240 slikovnih pik (piksel), z maksimalnim pretokom podatkov do 300 kbps. Uporabniki lahko nalagajo video posnetke v wmv (Windows Media Video), avi (Audio Video Interleave), mov (QuickTime Movie) in mpeg (Moving Picture Experts Group) formatih katere YouTube avtomatično pretvori v flv (Flash Video) format. Shranjevanje video posnetkov je onemogočeno, vendar pa obstajajo aplikacije in razširitve za brskalnike katere to omogočijo.
10. oktobra 2009 je Chad Hurley na svoj blog zapisal, da je dnevno progledanih preko milijarde videoposnetkov.
Septembra 2010 je Youtube dodal nove jezike za svoj vmesnik in med njimi je tudi slovenščina.